# ああ母さん
『ああ母さん』（ああかあさん）は、1992年1月6日 - 2月21日にTBS「花王 愛の劇場」枠にて放送された日本の昼ドラマである。全35話。1980年に放送された橋田壽賀子脚本によるテレビドラマ『心』が原作となっており、設定等がリメイクされた。その『心』にも赤木春恵、東てる美が出演していた。同枠における、石井ふく子がプロデューサーを務めた作品の第13作目。

## 概要
洋食屋の女主人と、幼なじみの小料理屋の女主人、双方の子どもたちをめぐる親子のドラマ。

## キャスト
- 赤木春恵
- 大和田獏
- 大島智子（現・大島さと子）
- えなりかずき
- 古手川伸子
- 杉山とく子
- 東てる美
- 仲本工事
- 芹澤名人
- 広岡瞬

## スタッフ
- 原作 - 橋田壽賀子
- 脚本 - 石井君子
- プロデューサー - 石井ふく子
- 演出 - 川俣公明